# Happyland n.º 231
Happyland n.º 231 es un municipio rural canadiense situado en la provincia de Saskatchewan.

## Superficie
Happyland n.º 231 tiene una superficie de 1269,18 km².

## Demografía
En 2021, tenía 285 habitantes, una densidad poblacional de 0,2 hab./km², y 140 viviendas.